# Automobiles Impéria

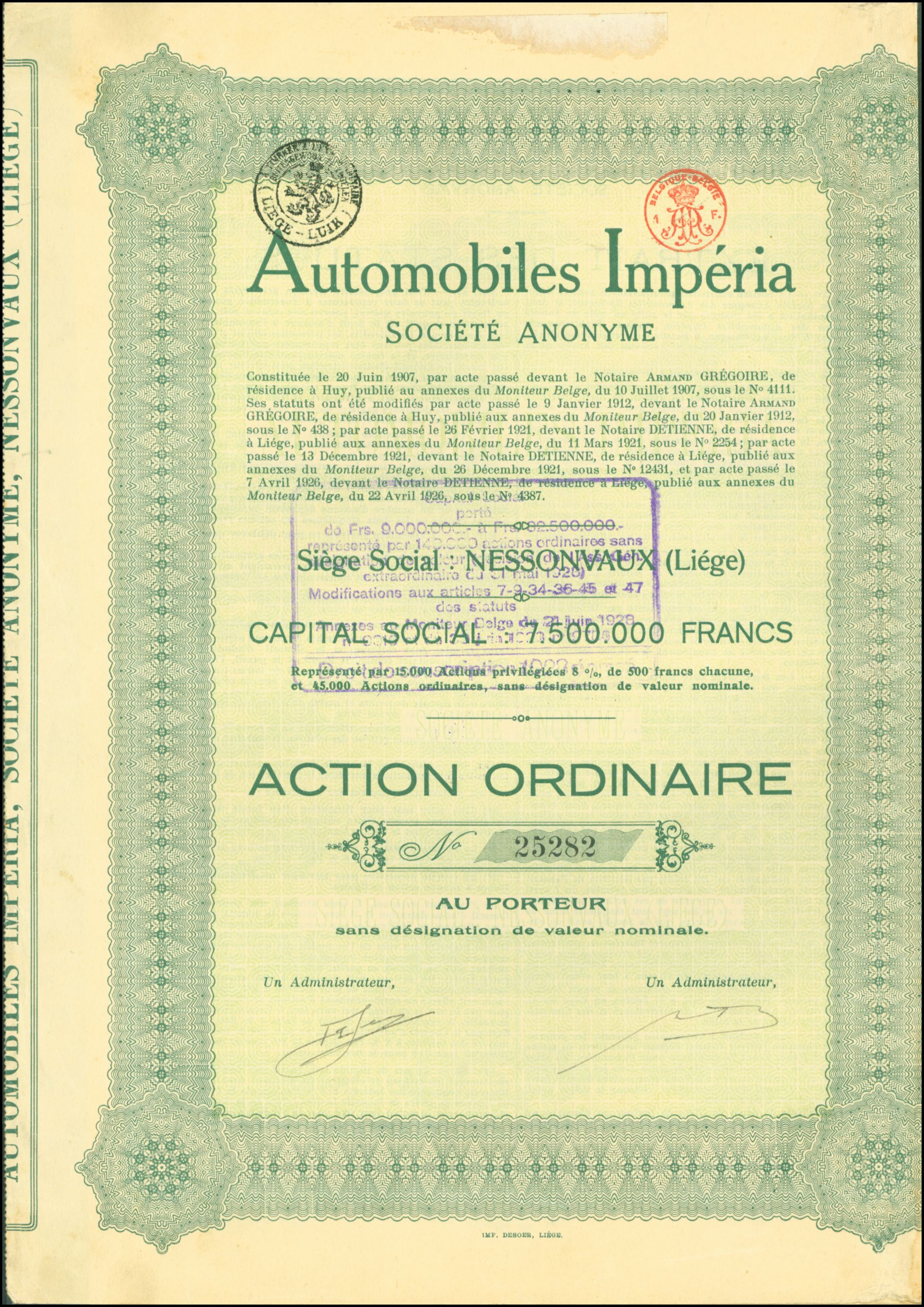
Uma ação da Automobiles Impéria.

A Automobiles Impéria foi uma fabricante belga de automóveis, ativa entre 1904 e 1958. Sua fábrica em Nessonvaux, Liège, tinha uma pista de testes sobre o telhado da fábrica desde 1928.

## Histórico
A Impéria foi fundada em 1904 por Adrien Piedbœuf. Em 1925, a empresa contratou Louis de Monge como engenheiro chefe de pesquisa. Alguns de seus trabalhos incluíram suspensão com barra de torção e transmissões automáticas. De Monge saiu em 1937 para se juntar à Bugatti, onde projetaria o avião de corrida Bugatti 100P.
Ao redor e no topo dos edifícios da fábrica, havia uma pista de teste com mais de 1 km de extensão. A pista foi construída em 1928. As únicas outras pistas de teste em telhados estavam na fábrica de Lingotto da Fiat, inaugurada em 1923, e no Palacio Chrysler em Buenos Aires, inaugurado em 1928.
Ao longo de quatro anos, a Impéria adquiriu três outras montadoras belgas: Métallurgique (1927), Excelsior (1929) e Nagant (1931). De 1934 até o fechamento da empresa, ela construiu principalmente Adlers de tração dianteira com carroçarias de fabricação belga. A empresa se fundiu com a Minerva em 1934, mas se separou em 1939.
De 1947 a 1949 a Impéria construiu seu último modelo, o TA-8, que combinava um chassi do tipo Adler Trumpf Junior com um motor Hotchkiss originalmente destinado ao Amilcar Compound.
Após 1948, a Impéria montou o Standard Vanguards sob licença e também construiu uma versão conversível exclusiva. Depois que a Standard decidiu abrir uma nova fábrica na Bélgica, a fábrica da Impéria ficou sem trabalho e teve que fechar as portas em 1958.